# Championnat National 2003-2004 (Algeria)
Il Campionato algerino di calcio 2003-04 è stato il 42º campionato algerino di calcio.

## Squadre partecipanti
| Società               | Città              | Stadio                      |
| --------------------- | ------------------ | --------------------------- |
| ASO Chlef             | Chlef              | Boumezrag Mohamed Stadium   |
| Ca Batna              | Batna              | Stade 1er November 1954     |
| CA Bordj Bou Arreridj | Bordj Bou Arreridj | Stade 20 Août 1955          |
| CR Belouizdad         | Algeri             | Stade 20 Août 1955          |
| ES Sétif              | Sétif              | Stade 8 Mai 1945            |
| JS Kabylie            | Tizi Ouzou         | Stade 1er Novembre          |
| JSM Béjaïa            | Bugia              | Stade de l'Unité Maghrébine |
| MC Alger              | Algeri             | Stade 5 Juillet 1962        |
| MC Oran               | Orano              | Stade Ahmet Zabana          |
| NA Hussein Dey        | Algeri             | Stade Frères Zioui          |
| RC Kouba              | Kouba              | Stade Mohamed Benhaddad     |
| US Chaouia            | Oum el-Bouaghi     | Stade Hassouna Zerdani      |
| USM Alger             | Algeri             | Omar Hammadi Stadium        |
| USM Annaba            | Annaba             | Stade 19 Mai 1956           |
| USM Blida             | Blida              | Stade Mustapha Tchaker      |
| WA Tlemcen            | Tlemcen            | Stade Akit Lotfi            |

## Classifica finale
|  |     | Classifica finale 2003-2004 | Pti | G  | V  | N  | P  | GF | GS | DR  |
|  | --- | --------------------------- | --- | -- | -- | -- | -- | -- | -- | --- |
|  | 1.  | JS Kabylie                  | 61  | 30 | 17 | 10 | 3  | 40 | 21 | +19 |
|  | 2.  | USM Alger                   | 58  | 30 | 17 | 7  | 6  | 49 | 23 | +26 |
|  | 3.  | NA Hussein Dey              | 49  | 30 | 13 | 10 | 7  | 31 | 19 | +12 |
|  | 4.  | ES Sétif                    | 47  | 30 | 14 | 5  | 11 | 41 | 31 | +10 |
|  | 5.  | MC Alger                    | 47  | 30 | 14 | 5  | 11 | 35 | 34 | +1  |
|  | 6.  | MC Oran                     | 43  | 30 | 12 | 8  | 10 | 34 | 33 | +1  |
|  | 7.  | USM Blida                   | 41  | 30 | 11 | 8  | 11 | 34 | 29 | +5  |
|  | 8.  | ASO Chlef                   | 40  | 30 | 9  | 13 | 8  | 19 | 22 | -3  |
|  | 9.  | CA Bordj Bou Arreridj       | 38  | 30 | 10 | 8  | 12 | 32 | 28 | +4  |
|  | 10. | WA Tlemcen                  | 38  | 30 | 10 | 8  | 12 | 22 | 25 | -3  |
|  | 11. | US Chaouia                  | 38  | 30 | 9  | 11 | 10 | 24 | 37 | -13 |
|  | 12. | USM Annaba                  | 37  | 30 | 10 | 7  | 13 | 40 | 37 | +3  |
|  | 13. | CR Belouizdad               | 36  | 30 | 10 | 6  | 14 | 38 | 32 | +6  |
|  | 14. | CA Batna                    | 33  | 30 | 8  | 9  | 13 | 27 | 36 | -9  |
|  | 15. | RC Kouba                    | 29  | 30 | 6  | 11 | 13 | 23 | 39 | -16 |
|  | 16. | JSM Béjaïa                  | 17  | 30 | 3  | 8  | 19 | 17 | 60 | -47 |

### Verdetti
- JS Kabylie campione d'Algeria 2003-2004 e qualificata in Champions League 2005.
- USM Alger qualificata in Champions League 2005
- NA Hussein Dey, ES Sétif e MC Alger qualificate in Champions League araba 2004-2005.
- MC Oran qualificata in Coppa della Confederazione CAF 2005.
- CA Batna, RC Kouba e JSM Béjaïa retrocesse in Seconda Divisione algerina 2004-2005.